# Краевой союз (Германия)
Краевой союз (нем. Landschaftsverband) — это форма территориальной организации местного самоуправления в федеральных землях Северный Рейн-Вестфалия и Нижняя Саксония (Германия).
При этом немецкий термин "ландшафт" в данном случае подразумевает не современное географическое понятие (ландшафт как природный территориальный комплекс), а как исторический термин из истории средних веков, когда существовали земские представительства, объединённые как совокупность самоуправлений на территории, подчинённой крупному феодалу, то есть здесь имеется в виду "исторический ландшафт" или, точнее — "исторический край".
Современные Краевые союзы сформировались разными путями. Одни — из бывших сословных представительств на иерархической (ступенчатой) основе, другие (как в Нижней Саксонии) — в результате территориального сотрудничества, специализации и взаимопомощи низших административных единиц самоуправления в решении общих задач. В любом случае сейчас имеет определяющее значение только сотрудничество членов союза —  административных районов, городов и общин, ощущающих свою историческую общность.